# Fleminginkatu
La rue de Fleming (finnois : Fleminginkatu) est une rue des quartiers Kallio, Alppiharju et Vallila d'Helsinki en Finlande.

## Présentation
Fleminginkatu part du Kallio de la cinquième ligne entre le parc de l'ours et la bibliothèque de Kallio et se dirige vers le nord. 
De son intersection avec Franzéninkatu, la rue descend jusqu'à Helsinginkatu.
Fleminginkatu continue de Helsinginkatu jusqu'à la rue Aleksis Kivi à Harju. 
La section la plus septentrionale de la rue de 200 mètres s'étend dans le quartier de Vallila. 
Fleminginkatu se termine à Satamaradankatu.
Le long de Fleminginkatu, à son extrémité sud, se font face le parc de l'ours et le Parc de Matti Helenius. 
Tout au sud de Fleminginkatu se trouve la bibliothèque de Kallio, achevée en 1912, qui est un site protégé.

## Croisements
- Viides linja
- Agricolankatu
- Franzéninkatu
- Helsinginkatu
- Kaarlenkuja
- Porvoonkatu
- Vaasankatu
- Aleksis Kiven katu
- Satamaradankatu

## Transports
La ligne 9 du tramway relie Helsinginkatu à la rue Aleksis Kivi et les lignes 1 et 8 du tramway traversent Fleminginkatu en longeant Helsinginkatu. 
Les lignes 3 et 9 sont parallèles a Fleminginkatu à son extrémité sud.
La station de métro Sörnäinen est située à environ quatre cents mètres à l'est des intersections avec Helsinginkatu et avec Vaasankatu. 
La station de métro Hakaniemi est située à environ un quart de kilomètre de l'extrémité sud de Fleminginkatu au sud-ouest

## Galerie

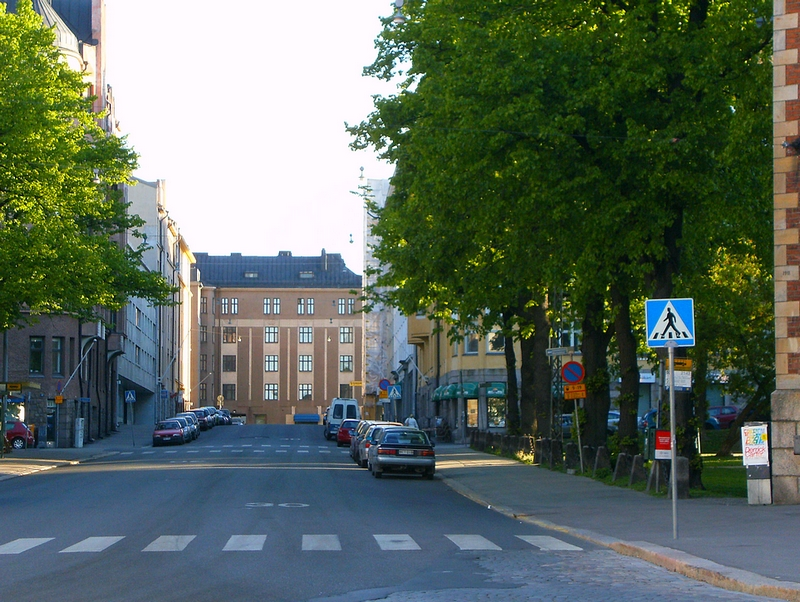
Croisement avec Viideslinja
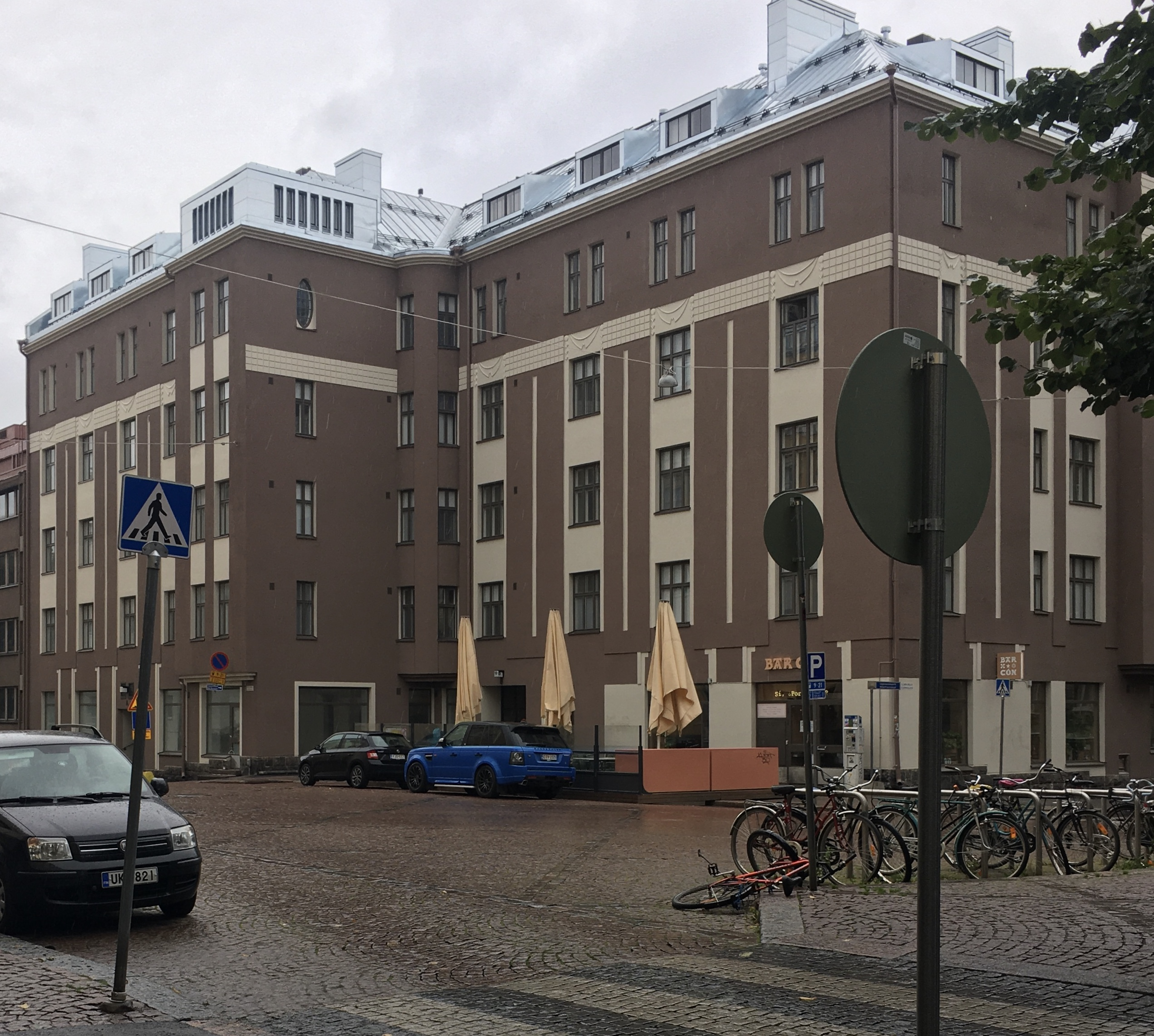
Fleminginkatu 10.
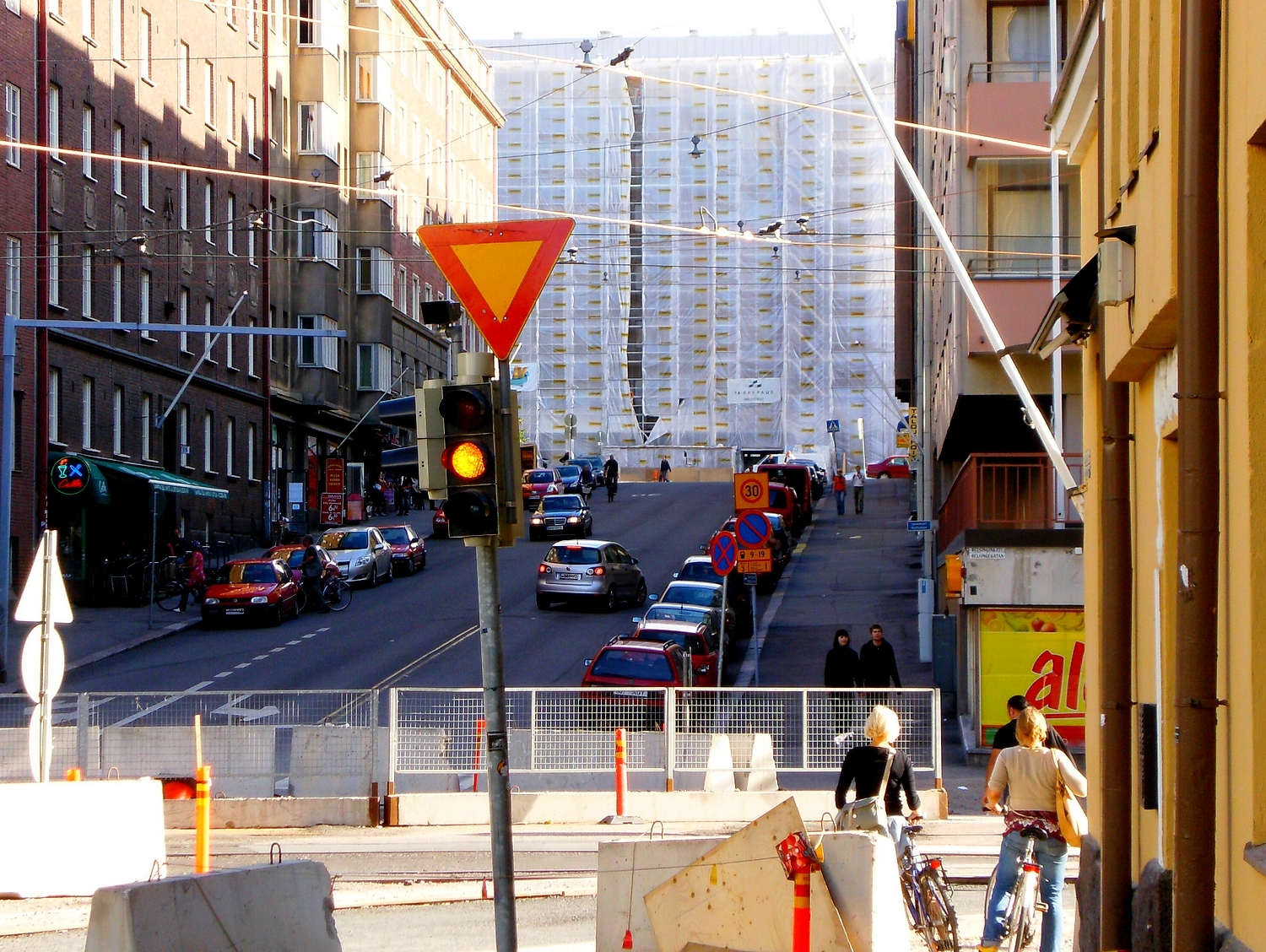
Croisement avec Helsinginkatu.
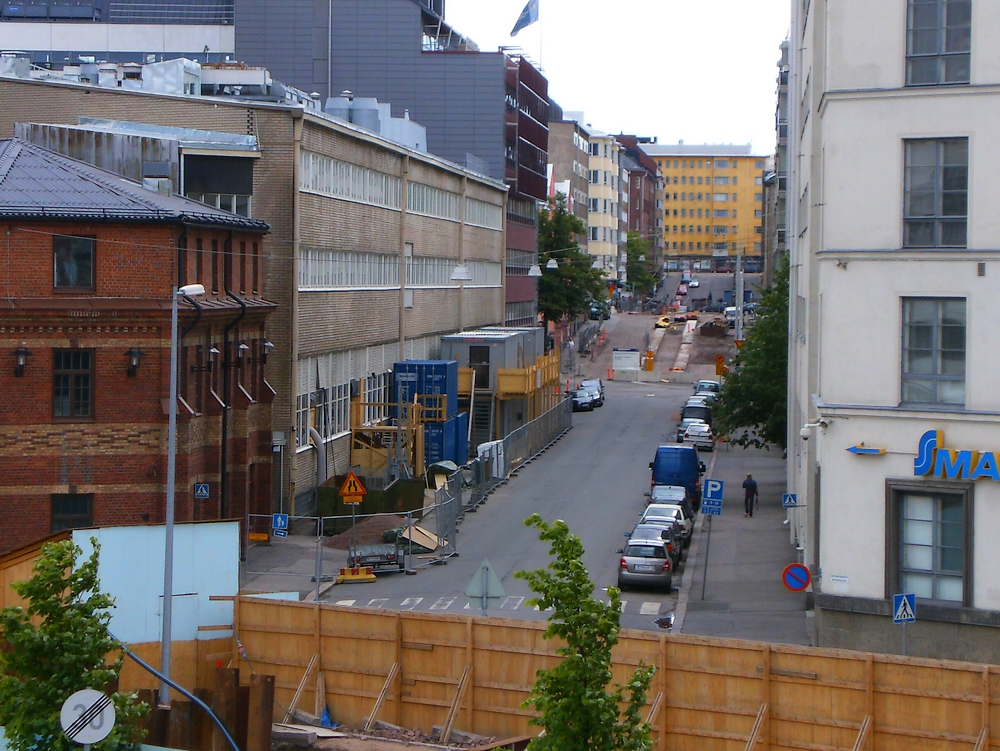
Partie nord de Fleminginkatu.
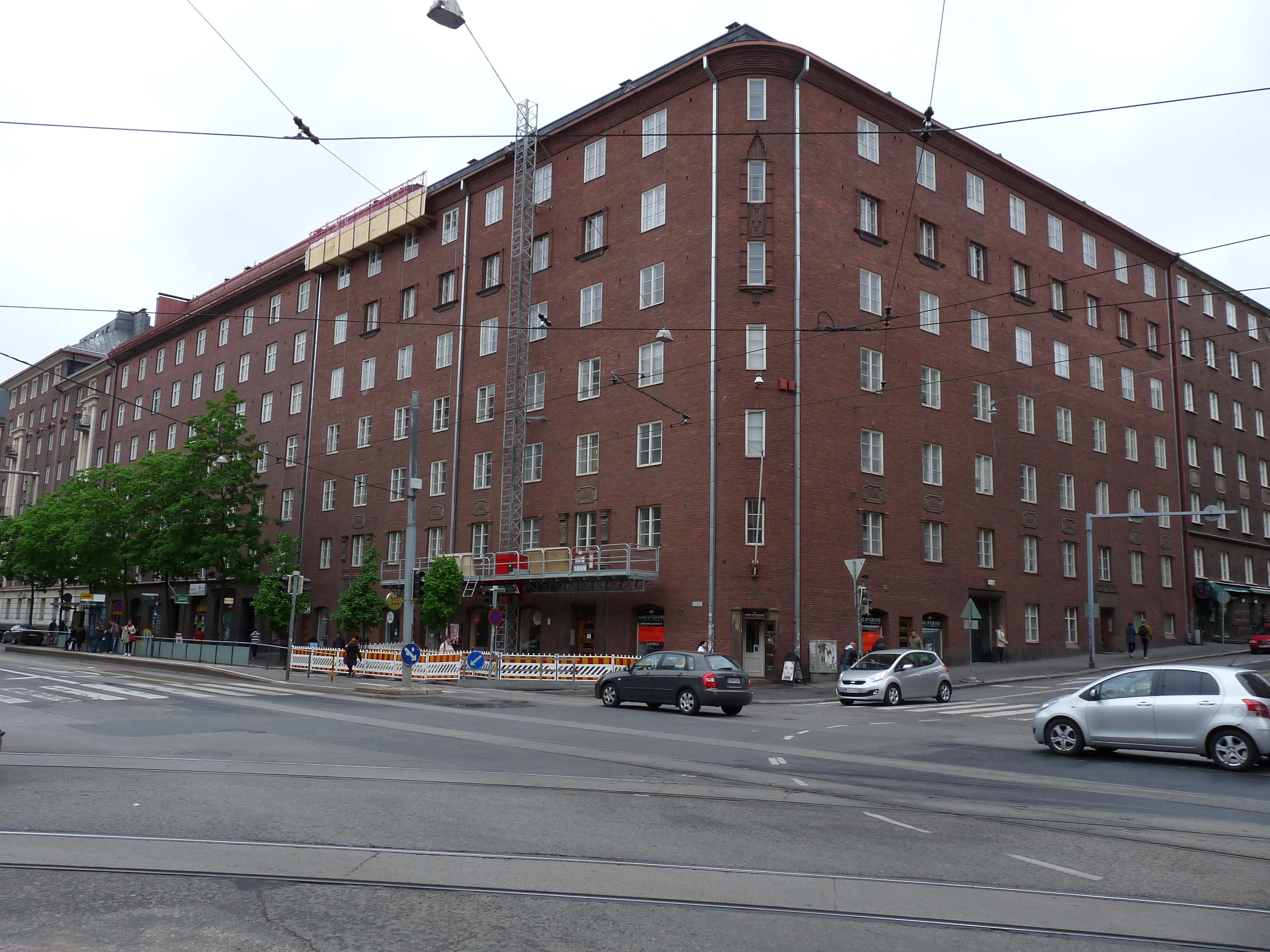
Fleminginkatu 17.
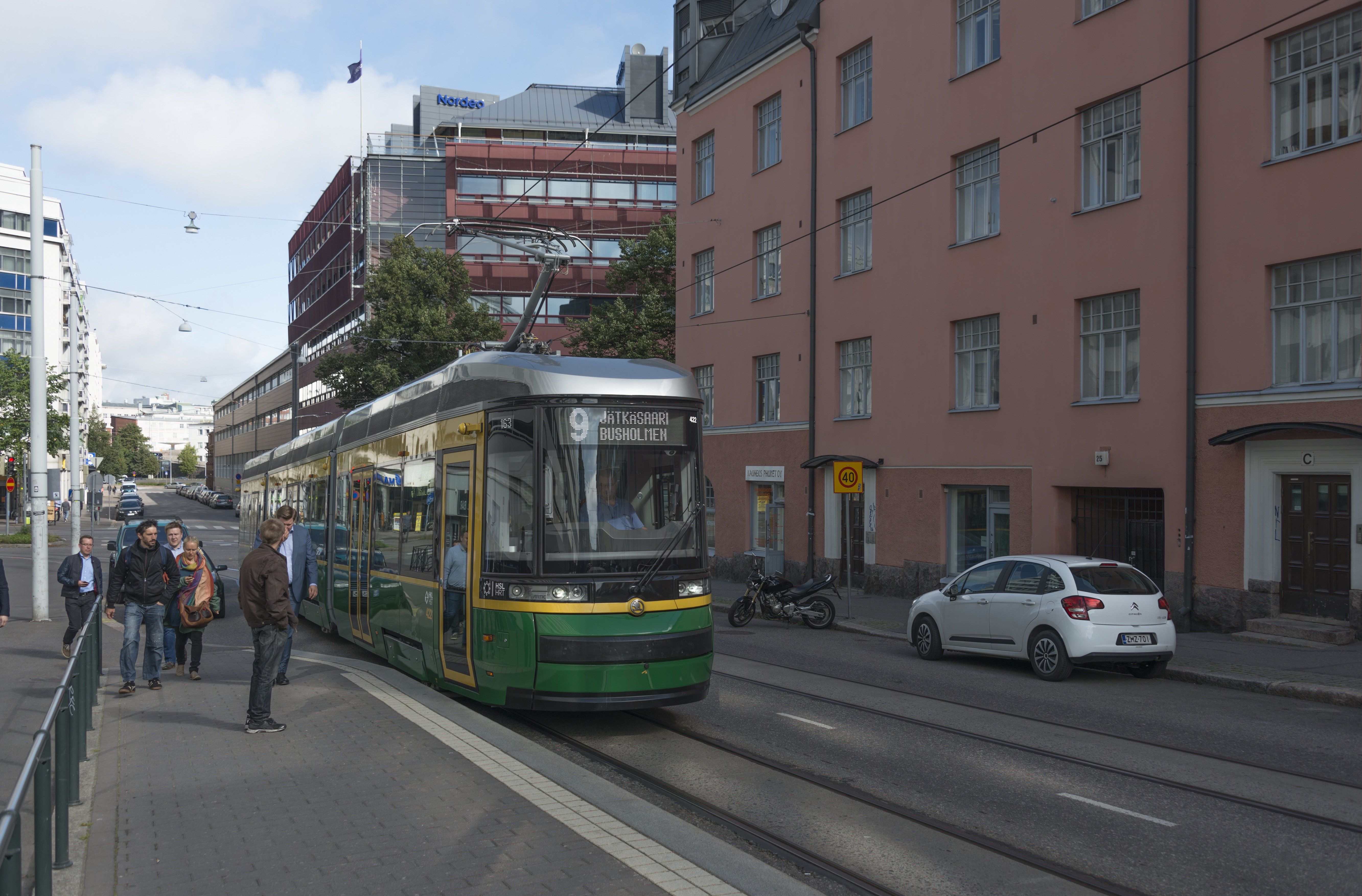
Fleminginkatu 26.
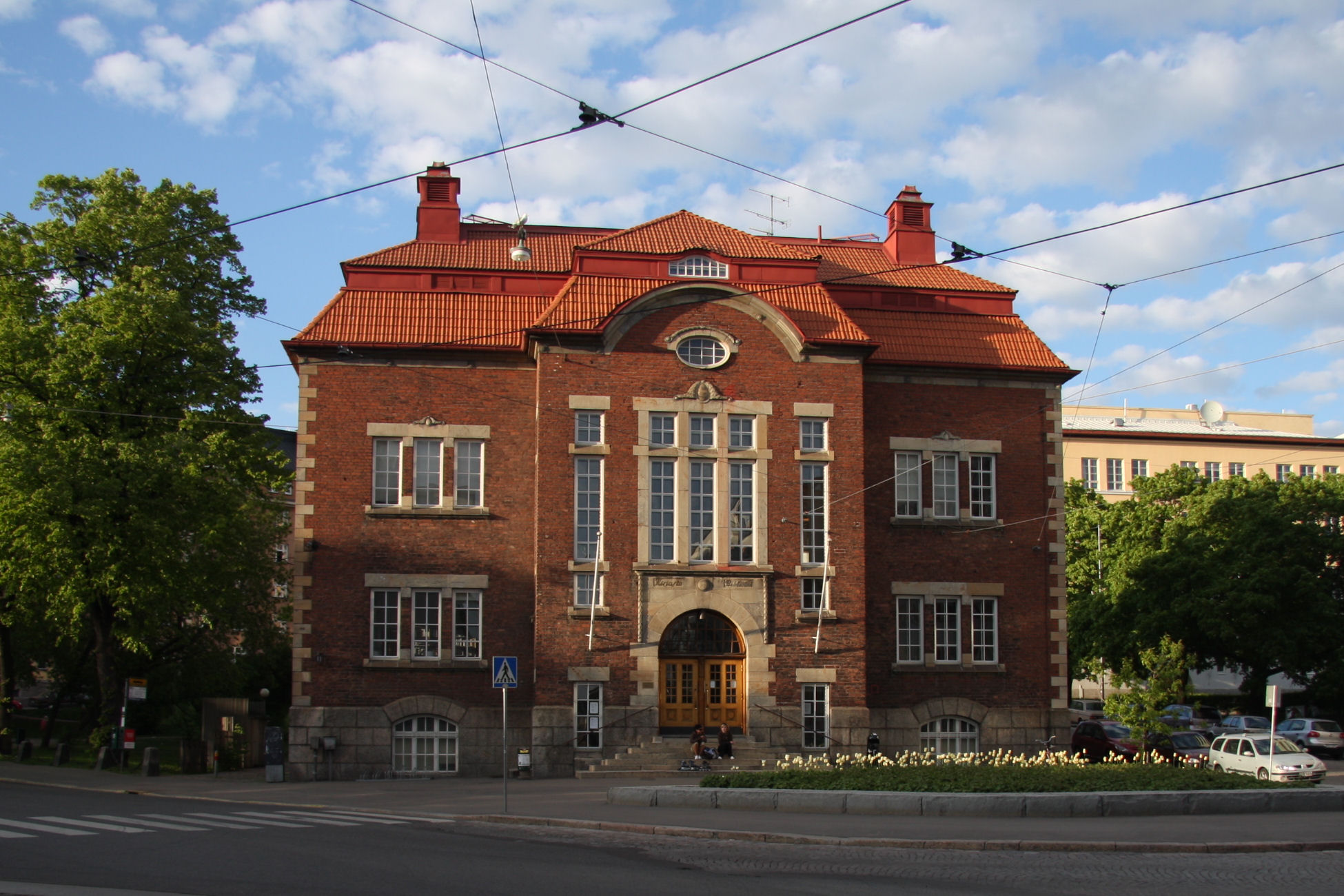
Bibliothèque de Kallio